# Busko-Zdrój

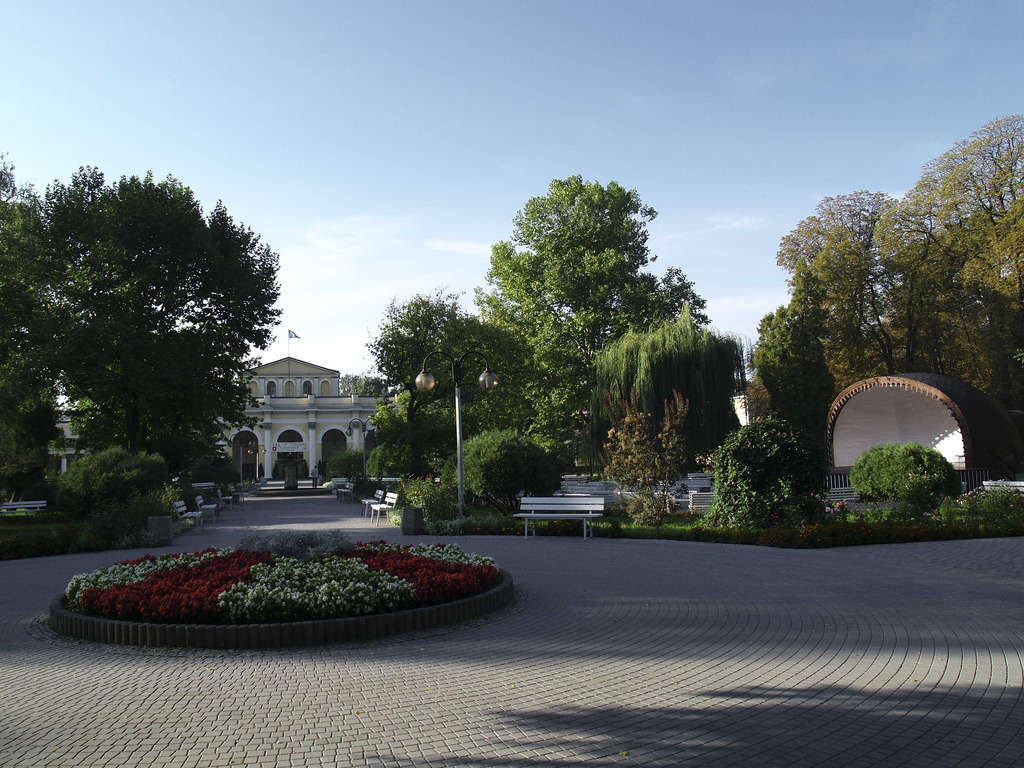
Kurpark

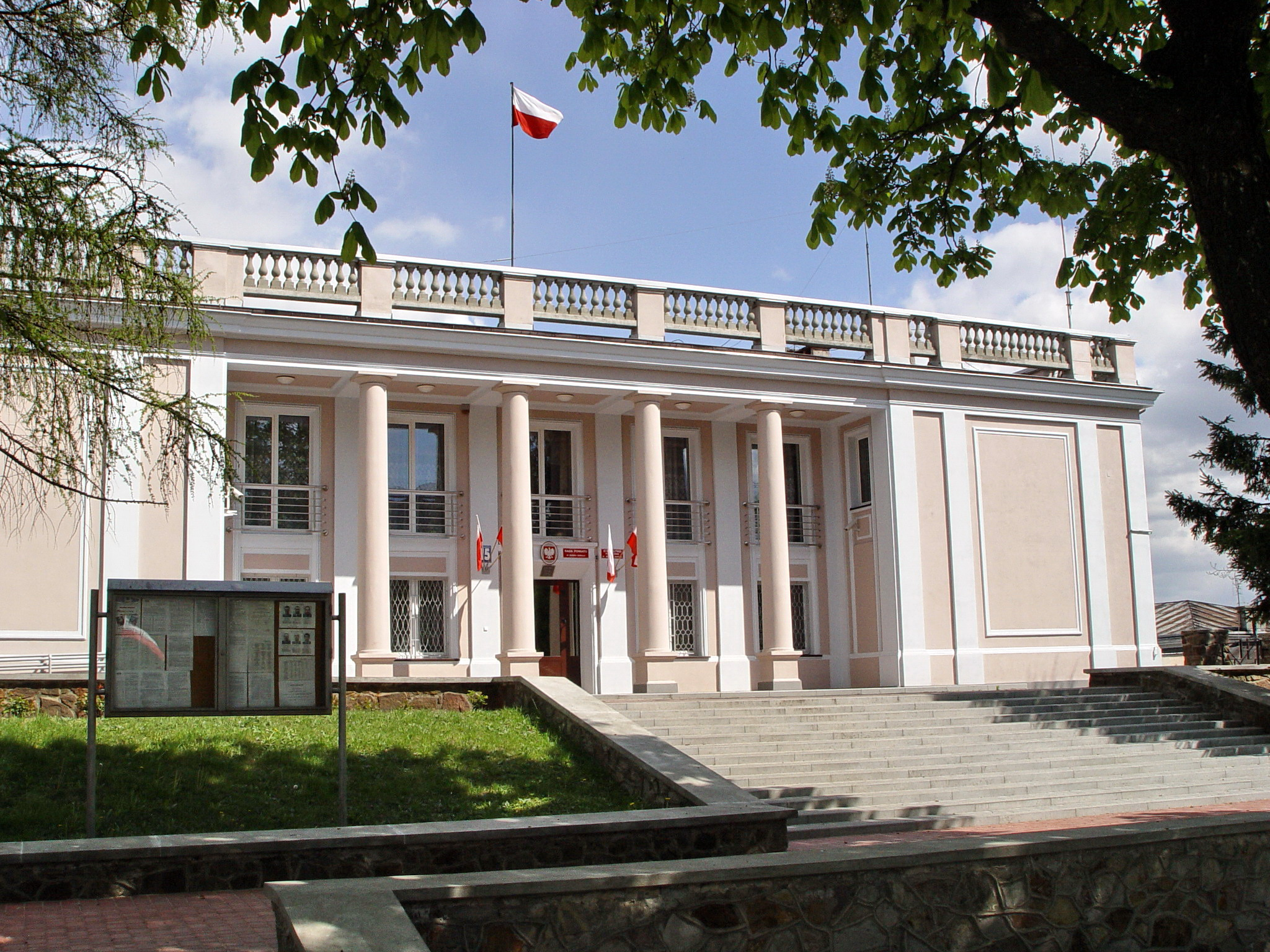
Rathaus

Busko-Zdrój [ˈbuskɔ 'zdruɪ̯] (anhörenⓘ) ist eine Stadt in Polen in der Woiwodschaft Heiligkreuz etwa 50 km südlich von Kielce. Der Ort ist ein wichtiger Kurort mit Kontinentalklima, Mineralquellen und einem Moor.

## Geschichte
Im 12. Jahrhundert wurde eine Kirche an der Stelle der heutigen Marienkirche errichtet. Die erste urkundliche Erwähnung erfolgte 1166.
1393 wurde dem Kloster das Recht zugesprochen, ein eigenes Thermalsoleheilbad zu betreiben.
1267 erhielt die Siedlung das Stadtrecht. 1393 hielt sich der polnische König im Heilbad des Klosters auf.
1412 erhielt die Stadt das Recht, einen wöchentlichen Markt abzuhalten und zweimal im Jahr einen Jahrmarkt zu veranstalten. Das Tuchhandwerk besaß große Bedeutung für die Stadt im 15. bis 18. Jahrhundert.
1795 fiel der Ort mit der 3. Polnischen Teilung an Österreich. 1809 kam Busko-Zdrój an das Herzogtum Warschau und 1815 an das Königreich Polen.
1822 wohnten 648 Menschen in der Stadt, welche ab 1828 offiziell die Bezeichnung Heilbad tragen durfte. 1880 wohnten bereits 1585 Menschen hier.
Das Stadtrecht wurde Busko-Zdrój 1869 bis 1916 durch den russischen Zaren entzogen. Nach Ende des Ersten Weltkrieges kam der Ort wieder ins neu entstandene Polen.
Am 9. September 1939 erreichten die Deutschen den Ort und besetzten ihn. Zwei jüdische Ghettos wurden 1941 errichtet (siehe auch: Synagoge (Busko-Zdrój)).
Die Rote Armee marschierte am 6. August 1944 in den Ort ein, konnte sich aber nicht behaupten und wurde bereits sechs Tage später von den Deutschen wieder geschlagen und aus dem Ort vertrieben. Am 12. Januar 1945 startete die sowjetische Armee erneut einen Angriff auf die Stadt und konnte den Ort am 13. Januar 1945 befreien.
1963 erhielt Busko-Zdrój mit der Bahnstrecke Sitkówka-Nowiny–Busko-Zdrój, auf der aber seit 2004 der Personenverkehr eingestellt ist, einen Eisenbahnanschluss.

## Gemeinde
Die Stadt-und-Land-Gemeinde hat eine Fläche von 235,88 km² und es wohnen etwa 16.598 Menschen dort (Stand 30. Juni 2014). Zu der Gemeinde gehören Anteile am Landschaftsschutzpark Szaniec und am Landschaftsschutzpark Nidagebiet.

## Kurort
In der Umgebung des Ortes sind Mineralwässer und ein Moor, die als natürliche Heilmittel dienen. Das Wasser wirkt entzündungshemmend, antirheumatisch, entgiftend und hat eine Regenerationswirkung. Es senkt den Cholesterin- und Zuckerspiegel im Blut und beugt der Atheromatose vor. Das Wasser wird durch Tiefbohrungen gewonnen, die auf dem Gebiet des Kurortes gelegen sind; es finden sich Sulfid-, Bromid- und Jodidwasser. Teilfinanziert durch den Europäischen Fonds für regionale Entwicklung wurde im Zeitraum 2014–2020 auch ein Gradierwerk errichtet.

## Städtepartnerschaften
- Steinheim, Deutschland
- Szigetszentmiklós, Ungarn
- Specchia, Italien
- Haukipudas, Finnland
- Chmilnyk, Ukraine

## Söhne der Stadt
- Jan Wacław Machajski (1866–1926), Anarchist
- Andrzej Kaleta (* 1957), römisch-katholischer Geistlicher, Weihbischof in Kielce
- Adam Jarubas (* 1974), Politiker
- Ignacyo Matynia (* 1992), polnisch-US-amerikanischer Schauspieler